# Koji Noguchi
Koji Noguchi (野口 幸司), född 5 juni 1970 i Chiba prefektur, Japan, är en japansk tidigare fotbollsspelare.